# Semiothisa infabricata
Semiothisa infabricata är en fjärilsart som beskrevs av Louis Beethoven Prout 1934. Semiothisa infabricata ingår i släktet Semiothisa och familjen mätare. Inga underarter finns listade i Catalogue of Life.